# E.Leclerc
E.Leclerc – francuska sieć supermarketów i hipermarketów spożywczo-przemysłowych, założona przez Édouarda Leclerca.
Sieć zapoczątkował niewielki dyskont spożywczy założony w 1949 w Landerneau, w Bretanii. W kilka lat później pierwszy sklep E.Leclerc został otwarty w Paryżu, a w 1964 pod szyldem firmy powstał pierwszy hipermarket. W 1979 firma zainwestowała w stacje paliw. Nazwa sieci pochodzi od nazwiska założyciela Edouarda Leclerca.
We Francji spółka ma 515 hipermarketów i supermarketów. Ponadto firma ma 46 sklepów (supermarketów i hipermarketów) w Polsce, 20 w Portugalii, 18 w Hiszpanii i 2 w Słowenii. W Polsce sieć ma także 20 stacji benzynowych oraz 13 sklepów on-line.
Każdy z supermarketów sieci E.Leclerc jest zarządzany przez inną osobę prawną, zaś GALEC Sp. z o.o. jest centralą zakupową, w oparciu o którą funkcjonują sklepy.
Pierwszy sklep sieci E.Leclerc w Polsce został założony w 1995 roku na Warszawskim Mokotowie przez syna Édouarda – Michela Édouarda Leclerca.